# Felddienstzeichen für den Feldzug 1849 (Hessen-Homburg)

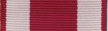
Bandschnalle

Das Felddienstzeichen für den Feldzug 1849 wurde am 4. Juni 1850 durch Landgraf Ferdinand von Hessen-Homburg gestiftet und wurde allen Angehörigen der Hessen-Homburger Schützenkompanie, die auf der Seite des Deutschen Bundes im Jahr 1849 am Schleswig-Holsteinischen Krieg teilgenommen hatte, verliehen. Das 200 Mann starke Kontingent marschierte am 28. April 1849 nach Norden und leistete dort Feldwachdienste.
Die Auszeichnung ist eine aus Bronze gefertigte runde Medaille mit Rand. Auf der Vorderseite befindet sich ein unten mit einer Doppelschleife gebundener Kranz, der rechts aus Eichen- und links aus Lorbeerblättern gebildet wird. In der Mitte der geschwungene Buchstabe „F“ (für Ferdinand), darüber eine stilisierte Krone. Darunter steht in zwei Zeilen  GESTIFTET AM /4 JUNI 1850. Auf der Rückseite ebenfalls der Eichen-/Lorbeerkranz und zentriert die vierzeilige Inschrift FÜR / TREUEN / DIENST / IM / KRIEGE. Gestaltet wurde das Felddienstzeichen vom Darmstädter Medailleur Christian Schnitzspahn.
Getragen wurde die Auszeichnung an einem weiß-rot-weißen Band mit schmalen roten Seitenstreifen auf der linken Brustseite.